# 11 Dywizjon Artylerii Konnej (austro-węgierski)

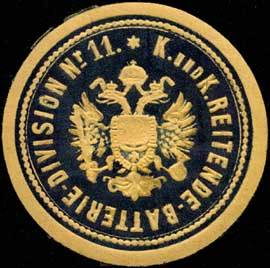
Pieczęć dywizjonu, z okresu gdy wchodził on w skład 11 Pułku Artylerii Korpuśnej

Dywizjon Artylerii Konnej Nr 11 (rtAD. 11) – dywizjon artylerii konnej cesarskiej i królewskiej Armii.

## Historia dywizjonu
W 1889 roku 11. Dywizjon Artylerii Konnej stacjonował we Lwowie i wchodził w skład 11. Galicyjskiego Pułku Artylerii Korpuśnej.
W latach 1908–1913 służbę w dywizjonie pełnił porucznik Karol Czichowski.
Z dniem 6 kwietnia 1908 roku weszła w życie nowa organizacja artylerii, w ramach której dywizjon został wyłączony ze składu 11. Pułku Artylerii Korpuśnej i przekształcony w samodzielny oddział pod nazwą 11. Dywizjon Artylerii Konnej. Dywizjon wchodził w skład 11 Brygady Artylerii Polowej, natomiast pod względem taktycznym został podporządkowany komendantowi Dywizji Kawalerii Stanisławów.
W 1912 roku dywizjon został włączony w skład 4 Dywizji Kawalerii we Lwowie, ale pod względem wyszkolenia nadal podlegał komendantowi 11 Brygady Artylerii Polowej.
W 1916 roku oddział został przemianowany na Dywizjon Artylerii Konnej Nr 4. Równocześnie dotychczasowy Dywizjon Artylerii Konnej Nr 4 należący do 10 Dywizji Kawalerii został przemianowany na Dywizjon Artylerii Konnej Nr 10. W 1918 roku jednostka nosiła nazwę „Pułk Artylerii Polowej Nr 4 K” (niem. Feldartillerieregiment Nr 4 K).
W czasie I wojny światowej w szeregach dywizjonu i pułku walczyli porucznicy: Bronisław Noël, Alojzy Tadeusz Schuster i Edward Skowroński.

## Skład
- Dowództwo
- 3 x bateria po 4 armaty 8 cm FK M.5.

## Komendanci dywizjonu
- ppłk Stefan Pieniążek von Kużlowa (był w 1889[1] – 1890 → komendant 8. Pułku Artylerii Korpuśnej)
- mjr / ppłk Adam Petričić (1890 – 1893)
- mjr / ppłk Alois Held (1893 – 1889 → komendant 14 Pułku Artylerii Dywizyjnej)
- ppłk Peter Millivojevich vel Millivojević (1889 – 1900 → komendant 8 Pułku Artylerii Dywizyjnej)
- mjr / ppłk Alexander De Lattre (1900 – 1906 → stan spoczynku)
- mjr Ludwig Hosp (1906 – 1907 → FKR. 12)
- mjr / ppłk Eduard Ripper (1907 – 1912 → komendant Pułku Armat Polowych Nr 8[7])
- mjr Anton Reschfellner (1912[8] – 1913 → Pułk Armat Polowych Honvedu Nr 8)
- mjr Lorenz Dobringer (1913 – 1914[9])